# The Artist Is Present
The Artist Is Present  (с англ.  —  «В присутствии художника») - видеоигра, созданная разработчиком и дизайнером видеоигр Пиппин Барром (англ.  Pippin Barr) в 2011 году, воссоздающая перформанс Марины Абрамович.

## Описание
Видеоигра The Artist Is Present воссоздает перформанс Марины Абрамович «В присутствии художника», во время которого художница неподвижно сидела за столом в центре атриума в Нью-Йоркском музее современного искусства, а посетители по очереди занимали места на противоположном конце стола, чтобы посидеть с художницей и посмотреть ей в глаза. Сама игра по сути является симулятором очереди, и само ожидание очереди перед встречей с художницей занимает достаточно много времени. Как только вы дождетесь своей очереди, вы сможете смотреть в глаза Марине Абрамович столько, сколько захотите.
Видеоигра The Artist Is Present Пиппин Барра является попыткой передать опыт перформанса Марины Абрамович в виртуальной обстановке, в которой игроки управляют крошечным 8-битным персонажем. Пиппин Барр в своем интервью сообщает, что он не создавал данный проект, чтобы сделать какое-либо заявление, или быть провокационным или вызывающим, он действительно восхищается Мариной Абрамович, и хотел сделать опыт от перформанса как можно более достоверным.
Виртуальный Нью-Йоркский музей современного искусства Пиппин Барра не открыт, если не открыт настоящий Нью-Йоркский музей современного искусства - это означает, что вы не можете играть в игру до 10:30 или после 17:30 (по восточному поясному времени), по вторникам, на Рождество или на День Благодарения.
Первая сцена демонстрирует пиксельную версию входных дверей в Нью-Йоркский музей современного искусства, через которые проходит персонаж игрока и находит внутри сотрудника билетной кассы и охранника. Далее игрок должен приобрести билет за 25 виртуальных долларов. Только после покупки билета игрокам разрешено посетить галерею, в которой представлены копии картин lo-fi (англ. "low fidelity" - "низкое качество") «Звездной ночи» Винсента Ван Гога и консервных банок с супом Энди Уорхола. Затем игроки сталкиваются с длинной очередью из 8-битных людей, в которой игроку придется простоять несколько часов.

## Видеоигра на выставках
Видеоигра The Artist Is Present принимала участие в таких выставка, как The Name of the Game в Stephen Lawrence Gallery, It’s Art in the Game в Museum Hilversum, Space Invaders у Nikolaj Kunsthal, Up Up Down Down Left Right Left Right B A Start at SPACES, Pause: Computer Games and Cultural Contingencies в Temporary Gallery, Brot und Spiele в Keine Humboldt Gallerie, The Aesthetics of Gameplay от SIGGRAPH Digital Arts Community (online) и Montréal Digital Arts Biennial в Musée d’Art Contemporain de Montréal.

## Приложение
1. ↑  A Performance Art Game: The Artist is Present (англ.). Indie Games Plus (15 сентября 2011). Дата обращения: 28 августа 2019. Архивировано 28 августа 2019 года.
2. 1 2  New Video Game Delivers the Immersive Realism of Waiting 5 Hours in Line at a Museum. Kotaku. Дата обращения: 28 августа 2019. Архивировано 24 августа 2019 года.
3. ↑  Marina Abramovic's "The Artist is Present" Performance Becomes an Infuriating Video Game | BLOUIN ARTINFO. www.blouinartinfo.com. Дата обращения: 28 августа 2019. Архивировано 20 февраля 2019 года.